# 2010-es labdarúgó-világbajnokság-selejtező (CONCACAF)
Az Észak- és Közép-amerikai, Karib-térség, azaz a (CONCACAF)-zóna 2010-es labdarúgó-világbajnokság-selejtezőjére mind a 35, FIFA-tagsággal is rendelkező labdarúgó-válogatottja jelentkezett. A selejtező első három helyen végzett csapatának automatikus részvételt biztosítottak, míg a 4. helyezett a dél-amerikai (CONMEBOL)-zóna 5. helyezett labdarúgó-válogatottjával egy interkontinentális pótselejtezőn keresztül mérkőzhetett meg az utolsó világbajnoki részvételt jelentő helyért.

## A selejtező formája
Összesen négy fordulóból állt: két előselejtező körből, egy selejtező, majd végül egy döntő csoportkörből. Az első két előselejtező kör párosításait úgy alakították ki, hogy a harmadik fordulóban három, egyaránt négytagú, hasonló erősségű csoportot képezzenek. A harmadik forduló csoportköreinek első két helyezett csapata került a hatcsapatos döntő körbe, ahol körmérkőzéses, oda-visszavágós rendszerben mérkőztek meg egymással. A döntő csoportkör első három helyezett automatikusan résztvevője lett a világbajnokságnak, a negyedik helyezett pedig interkontinentális selejtezőt játszott a dél-amerikai-zóna (CONMEBOL) 5. helyezettje ellen a világbajnoki részvételt.

## Kiemelés
A kiemelést a 2007. májusi FIFA-világranglista alapján végezték, a selejtezők sorsolását 2007. november 25-én tartották a dél-afrikai Durbanban. Az "A" jelű kalapba kerültek a kiemelés szerint legerősebb csapatok, az "F" jelű kalapba pedig a kiemelés szerint legrosszabb helyen állók.
- "A" kalap: A 3 legjobb csapat, akiket a legjobb helyeken emeltek ki a harmadik forduló csoportjaiban.
- "B" kalap: A következő 3 legjobb csapat, akiket a második helyen emeltek ki a harmadik forduló csoportjaiban.
- "C" kalap: A következő 6 legjobb csapat.
- "D" kalap: Saint Vincent csapata erőnyerő volt az első fordulóban ugyan, de sorsoláskor a legjobb 12 csapat közül kapott ellenfelet, mivel az első forduló előselejtezőiből feljutó csapatok száma páratlan (11).

| "A" kalap (Erőnyerők a második fordulóba) (1.-3. helyezettek) | "B" kalap (Erőnyerők a második fordulóba) (4.-6. helyezettek) | "C" kalap (Erőnyerők a második fordulóba) (7.-12. helyezettek) |
| ------------------------------------------------------------- | --- | --- |
| - Mexikó - Egyesült Államok - Costa Rica                      | - Honduras - Panama - Trinidad és Tobago | - Jamaica - Kuba - Haiti - Guatemala - Kanada - Guyana |
| "D" kalap (Erőnyerő a második fordulóba) (13. helyezett)      | "E" kalap (Előselejtező forduló) (14.-24. helyezettek) | "F" kalap (Előselejtező forduló) (25.-35. helyezettek) |
| - Saint Vincent és a Grenadine-szigetek                       | - Barbados - Suriname - Bermuda - Antigua és Barbuda - Saint Kitts és Nevis - Dominikai Köztársaság - Salvador - Bahama-szigetek - Nicaragua - Grenada - Saint Lucia | - Turks- és Caicos-szigetek - Holland Antillák - Brit Virgin-szigetek - Dominikai Közösség - Kajmán-szigetek - Puerto Rico - Anguilla - Belize - Amerikai Virgin-szigetek - Montserrat - Aruba |

## Mérkőzések

### 1. forduló
A 14.-35. helyig rangsorolt labdarúgó-válogatottakat párosították egymással oly módon, hogy minden egyes "E" kalapban lévő csapathoz (14.-24. helyezett) sorsoltak egy csapatot az "F" kalapból (25.-35. helyezett).
A csapatok kétszer mérkőztek meg egymással oda-visszavágós rendszerben, kivéve a következő három párosítás esetén, ahol csak egy mérkőzés döntött a továbbjutás sorsáról, mivel négy helyszín nem felelt meg a Nemzetközi Labdarúgó-szövetség (FIFA) előírásainak:
- Puerto Rico – Dominikai Köztársaság (Puerto Ricóban, mivel a dominikai helyszín nem felelt meg az előírásoknak)
- Grenada – Amerikai Virgin-szigetek (Grenadában, mivel az amerikai Virgin-szigeteki helyszín nem felelt meg az előírásoknak)
- Montserrat – Suriname (Trinindad és Tobagóban, mivel egyik helyszín sem felelt meg a FIFA előírásainak).

A párosítások győztesei kerültek a második fordulóba, ahova a 13. helyen rangsorolt St. Vincent labdarúgó-válogatottját, a páratlan számú 1. fordulós csapat miatt erőnyerőként kiemelték.
A félkövéren írt csapatok a második fordulóba jutottak.
| 1. Csapat                             | Össz.  | 2. Csapat                | 1. mérkőzés  | 2. mérkőzés  |
| ------------------------------------- | ------ | ------------------------ | ------------ | ------------ |
| Az 1. csoport előselejtező mérkőzései |        |                          |              |              |
| Dominikai Közösség                    | 1 – 2  | Barbados                 | 1 – 1        | 0 – 1        |
| Turks- és Caicos-szigetek             | 2 – 3  | Saint Lucia              | 2 – 1        | 0 – 2        |
| Bermuda                               | 4 – 2  | Kajmán-szigetek          | 1 – 1        | 3 – 1        |
| Aruba                                 | 0 – 4  | Antigua és Barbuda       | 0 – 3        | 0 – 1        |
| A 2. csoport előselejtező mérkőzései  |        |                          |              |              |
| Belize                                | 4 – 2  | Saint Kitts és Nevis     | 3 – 11       | 1 – 1        |
| Bahama-szigetek                       | 3 – 35 | Brit Virgin-szigetek     | 1 – 1        | 2 – 22       |
| Puerto Rico                           | 1 – 0  | Dominikai Köztársaság    | 1 – 0 (h.u.) | 1 – 0 (h.u.) |
| A 3. csoport előselejtező mérkőzései  |        |                          |              |              |
| Grenada                               | 10 – 0 | Amerikai Virgin-szigetek | 10 – 0       | 10 – 0       |
| Suriname                              | 7 – 1  | Montserrat               | 7 – 13       | 7 – 13       |
| Salvador                              | 16 – 0 | Anguilla                 | 12 – 0       | 4 – 04       |
| Nicaragua                             | 0 – 3  | Holland Antillák         | 0 – 1        | 0 – 2        |

1: Belize pályaválasztói jogán Guatemalát jelölte meg hazai mérkőzésének helyszínéül.
2: Mindkét mérkőzés a Bahama-szigeteken került megrendezésre, mivel a brit Virgin-szigeteki helyszín nem felelt meg a FIFA előírásainak.
3: A mérkőzést Trinidad és Tobagóban játszották, mivel egyik helyszín sem felelt meg a FIFA előírásainak.
4: A mérkőzést az Amerikai Egyesült Államokban rendezték, mivel az anguillai helyszín nem felelt meg a FIFA előírásainak.
5: Továbbjutott Bahama-szigetek „idegenben” lőtt több góllal.

### 2. forduló
A 2. fordulóba a páratlanság miatt kiemelt Saint Vincent, illetve az 1. forduló selejtező mérkőzéseinek győzteseit összepárosították az 1.-12. helyen kiemelt labdarúgó-válogatottakkal oly módon, hogy a kialakított 12 párosítást három, egyaránt négy párosítást számláló csoportra bontották. Az "A" és "B" kalapból minden ilyen csoportba egy-egy csapatot sorsoltak.
A párosítások csapatai oda-visszavágós rendszerben mérkőznek meg egymással, a győztesek alkotják majd a 3. forduló egyes csoportjait.
| 1. csapat                             | Össz.  | 2. csapat        | 1. mérkőzés | 2. mérkőzés |
| ------------------------------------- | ------ | ---------------- | ----------- | ----------- |
| Az 1. csoport selejtező mérkőzései    |        |                  |             |             |
| Egyesült Államok                      | 9 – 0  | Barbados         | 8 – 0       | 1 – 0       |
| Guatemala                             | 9 – 1  | Saint Lucia      | 6 – 0       | 3 – 11      |
| Trinidad és Tobago                    | 3 – 2  | Bermuda          | 1 – 2       | 2 – 0       |
| Antigua és Barbuda                    | 3 – 8  | Kuba             | 3 – 4       | 0 – 4       |
| A 2. csoport selejtező mérkőzései     |        |                  |             |             |
| Belize                                | 0 – 9  | Mexikó           | 0 – 22      | 0 – 7       |
| Jamaica                               | 13 – 0 | Bahama-szigetek  | 7 – 0       | 6 – 03      |
| Honduras                              | 6 – 2  | Puerto Rico      | 4 – 0       | 2 – 2       |
| Saint Vincent és a Grenadine-szigetek | 1 – 7  | Kanada           | 0 – 34      | 1 – 4       |
| A 3. csoport selejtező mérkőzései     |        |                  |             |             |
| Grenada                               | 2 – 5  | Costa Rica       | 2 – 2       | 0 – 3       |
| Suriname                              | 3 – 1  | Guyana           | 1 – 0       | 2 – 1       |
| Panama                                | 2 – 3  | Salvador         | 1 – 0       | 1 – 3       |
| Haiti                                 | 1 – 0  | Holland Antillák | 0 – 0       | 1 – 0       |

1: Saint Lucia hazai mérkőzését az Amerikai Egyesült Államokban rendezte. 

2: Belize hazai mérkőzését az Amerikai Egyesült Államokban rendezte.

3: Mindkét mérkőzést Jamaicán játszották, mivel a bahama-szigeteki Thomas Robinson Stadion nem felelt meg a FIFA stadionokkal szemben támasztott követelményeinek.

4: Felcserélt pályaválasztói jog, sorsolás szerint az első mérkőzést Kanadában játszották volna.

### 3. forduló
A 2. forduló párosításainak győztesei alkották a 3. forduló csoportjait. Mindenhárom csoportban körmérkőzéses, oda-visszavágós rendszerben mérkőztek meg a válogatottak egymással. A csoportok első két helyen végzett csapata került a döntő csoportkörbe.
A 3. forduló hivatalos mérkőzésnapjai a következők:
1. 2008. augusztus 20.
2. 2008. szeptember 6.
3. 2008. szeptember 10.
4. 2008. október 11.
5. 2008. október 15.
6. 2008. november 19.

1. csoport
| Hely. | Csapat             | M | Gy | D | V | G+ | G– | Gk  | P  | Továbbjutás                       |     | Amerikai Egyesült Államok | Trinidad és Tobago | Guatemala | Kuba |
| ----- | ------------------ | - | -- | - | - | -- | -- | --- | -- | --------------------------------- | --- | ------------------------- | ------------------ | --------- | ---- |
| 1.    | Egyesült Államok   | 6 | 5  | 0 | 1 | 14 | 3  | +11 | 15 | Továbbjutott a negyedik fordulóba |     | —                         | 3–0                | 2–0       | 6–1  |
| 2.    | Trinidad és Tobago | 6 | 3  | 2 | 1 | 9  | 6  | +3  | 11 | Továbbjutott a negyedik fordulóba |     | 2–1                       | —                  | 1–1       | 3–0  |
| 3.    | Guatemala          | 6 | 1  | 2 | 3 | 6  | 7  | −1  | 5  |                                   |     | 0–1                       | 0–0                | —         | 4–1  |
| 4.    | Kuba               | 6 | 1  | 0 | 5 | 5  | 18 | −13 | 3  |                                   | 0–1 | 1–3                       | 2–1                | —         |      |

2. csoport
| Hely. | Csapat   | M | Gy | D | V | G+ | G– | Gk | P  | Továbbjutás                       |     | Honduras | Mexikó | Jamaica | Kanada |
| ----- | -------- | - | -- | - | - | -- | -- | -- | -- | --------------------------------- | --- | -------- | ------ | ------- | ------ |
| 1.    | Honduras | 6 | 4  | 0 | 2 | 9  | 5  | +4 | 12 | Továbbjutott a negyedik fordulóba |     | —        | 1–0    | 2–0     | 3–1    |
| 2.    | Mexikó   | 6 | 3  | 1 | 2 | 9  | 6  | +3 | 10 | Továbbjutott a negyedik fordulóba |     | 2–1      | —      | 3–0     | 2–1    |
| 3.    | Jamaica  | 6 | 3  | 1 | 2 | 6  | 6  | 0  | 10 |                                   |     | 1–0      | 1–0    | —       | 3–0    |
| 4.    | Kanada   | 6 | 0  | 2 | 4 | 6  | 13 | −7 | 2  |                                   | 1–2 | 2–2      | 1–1    | —       |        |

3. csoport
| Hely. | Csapat     | M | Gy | D | V | G+ | G– | Gk  | P  | Továbbjutás                       |     | Costa Rica | Salvador | Haiti | Suriname |
| ----- | ---------- | - | -- | - | - | -- | -- | --- | -- | --------------------------------- | --- | ---------- | -------- | ----- | -------- |
| 1.    | Costa Rica | 6 | 6  | 0 | 0 | 20 | 3  | +17 | 18 | Továbbjutott a negyedik fordulóba |     | —          | 1–0      | 2–0   | 7–0      |
| 2.    | Salvador   | 6 | 3  | 1 | 2 | 11 | 4  | +7  | 10 | Továbbjutott a negyedik fordulóba |     | 1–3        | —        | 5–0   | 3–0      |
| 3.    | Haiti      | 6 | 0  | 3 | 3 | 4  | 13 | −9  | 3  |                                   |     | 1–3        | 0–0      | —     | 2–2      |
| 4.    | Suriname   | 6 | 0  | 2 | 4 | 4  | 19 | −15 | 2  |                                   | 1–4 | 0–2        | 1–1      | —     |          |

### 4. forduló: Döntő csoportkör
A 3. forduló csoportjainak győztesei és második helyezett labdarúgó-válogatottjai alkották a döntő kör hatos csoportját, ahol a csapatok körmérkőzéses oda-visszavágós rendszerben mérkőztek meg egymással. Az első három helyezett csapat a világbajnokság automatikus résztvevője lett, a 4. helyezettnek interkontinentális pótselejtezőt kellett játszania a dél-amerikai zóna 5. helyezett csapata ellen.
A döntő csoportkör mérkőzésnapjai a következők voltak:
1. 2009. február 11.
2. 2009. március 28.
3. 2009. április 1.
4. 2009. június 6.
5. 2009. június 10.[10]
6. 2009. augusztus 19.
7. 2009. szeptember 5.
8. 2009. szeptember 9.
9. 2009. október 10.
10. 2009. október 14.

| Hely. | Csapat             | M  | Gy | D | V | G+ | G– | Gk  | P  | Továbbjutás                         |     | Amerikai Egyesült Államok | Mexikó | Honduras | Costa Rica | Salvador | Trinidad és Tobago |
| ----- | ------------------ | -- | -- | - | - | -- | -- | --- | -- | ----------------------------------- | --- | ------------------------- | ------ | -------- | ---------- | -------- | ------------------ |
| 1.    | Egyesült Államok   | 10 | 6  | 2 | 2 | 19 | 13 | +6  | 20 | Kijutott a 2010-es világbajnokságra |     | —                         | 2–0    | 2–1      | 2–2        | 2–1      | 3–0                |
| 2.    | Mexikó             | 10 | 6  | 1 | 3 | 18 | 12 | +6  | 19 | Kijutott a 2010-es világbajnokságra |     | 2–1                       | —      | 1–0      | 2–0        | 4–1      | 2–1                |
| 3.    | Honduras           | 10 | 5  | 1 | 4 | 17 | 11 | +6  | 16 | Kijutott a 2010-es világbajnokságra |     | 2–3                       | 3–1    | —        | 4–0        | 1–0      | 4–1                |
| 4.    | Costa Rica         | 10 | 5  | 1 | 4 | 15 | 15 | 0   | 16 | Interkontinetális pótselejtező      |     | 3–1                       | 0–3    | 2–0      | —          | 1–0      | 4–0                |
| 5.    | Salvador           | 10 | 2  | 2 | 6 | 9  | 15 | −6  | 8  |                                     |     | 2–2                       | 2–1    | 0–1      | 1–0        | —        | 2–2                |
| 6.    | Trinidad és Tobago | 10 | 1  | 3 | 6 | 10 | 22 | −12 | 6  |                                     | 0–1 | 2–2                       | 1–1    | 2–3      | 1–0        | —        |                    |

### 5. forduló: Interkontinentális pótselejtező
A döntő csoportkör 4. helyezett csapata, Costa Rica interkontinentális pótselejtezőt játszott a CONMEBOL-selejtezőcsoport 5. helyezett csapata, Uruguay ellen.
- Uruguay nyert összesítésben, ezzel kvalifikálta magát a világbajnokságra.

| 1. csapat  | Össz. | 2. csapat | 1. mérk. | 2. mérk. |
| ---------- | ----- | --------- | -------- | -------- |
| Costa Rica | 1 – 2 | Uruguay   | 0 – 1    | 1 – 1    |

## Góllövőlista
| Hely | Játékos            | Össz. | Fordulónként | Fordulónként | Fordulónként | Fordulónként | Fordulónként |
| Hely | Játékos            | Össz. | 1. f.        | 2. f.        | 3. f.        | 4. f.        | sel.         |
| ---- | ------------------ | ----- | ------------ | ------------ | ------------ | ------------ | ------------ |
| 1    | Rudis Corrales     | 6     | 6            | 0            | 1            | 1            | X            |
| 2    | Carlos Pavón       | 7     | —            | 0            | 0            | 7            | Q            |
| 2    | Luton Shelton      | 7     | —            | 5            | 2            | X            | X            |
| 4    | Ali Gerba          | 6     | —            | 4            | 2            | X            | X            |
| 4    | Bryan Riuz         | 6     | —            | 1            | 3            | 2            | 0            |
| 4    | Eliseo Quintanilla | 6     | 1            | 2            | 1            | 2            | X            |
| 4    | Carlos Ruiz        | 6     | —            | 4            | 2            | X            | X            |
| 4    | Carlo Costly       | 6     | —            | 0            | 1            | 5            | Q            |
| 4    | Jozy Altidore      | 6     | —            | 0            | 1            | 5            | Q            |
| 10   | Celso Borges       | 5     | —            | 0            | 2            | 3            | 0            |
| 10   | Wensley Cristoph   | 5     | 2            | 0            | 3            | X            | X            |
| 10   | Clint Dempsey      | 5     | —            | 2            | 2            | 1            | Q            |

Magyarázat
- —: Nem játszott
- X: Kiesett
- Q: Csapata kvalifikálta magát a vb-re, így nem játszott a selejtezőkben

4 gólosok
| - Álvaro Saborío - Michael Bradley - Brian Ching - Landon Donovan | - Ricky Charles - David Suazo - Roberto Linares | - Ronald Cerritos - Rodolfo Zelaya - Keon Daniel |

3 gólosok
| - Armando Alonso - Jason Roberts - Ramón Núñez - Fernando Arce | - Cuauhtémoc Blanco - Jared Borgetti - Andrés Guardado - Pável Pardo | - Carlos Vela - Shawn Hasani Martin - Cliston Sanvliet - Dwight Yorke |

2 gólosok
| - Kerry Skepple - Deon McCauley - Devaun Degraff - John Barry Nusum - Anadale Williams - Alejandro Alpízar - Walter Centeno - Andy Furtado - Froylan Ledezma - Roy Myrie - Victor Núñez - Alonso Solís - DaMarcus Beasley - Carlos Bocanegra - Conor Casey | - Charlie Davies - Mario Rafael Rodríguez - Gonzalo Romero - Abner Trigueros - Julio César de León - Amado Guevara - Wilson Palacios - Deon Burton - Marlon King - Dwayne De Rosario - Jaime Colomé - Jeniel Márquez - Jaine Valencia - Omar Bravo - Guillermo Franco | - Peter Villegas - Cristian Castillo - Julio Enrique Martínez - Osael Romero - William Antonio Torres - Kenwin McPhee - Raydell Schuurman - Russell Latapy - Kerry Baptiste - Carlos Edwards - Cornell Glenn - Russell Latapy - Stern John - Kenwyne Jones |

1 gólosok
| - Okeem Challenger - George Dublin - Gayson Gregory - Tyio Simon - Teran Williams - Michael Bethel - Demont Mitchell - Lesly St. Fleur - Dwayne Stanford - Rashida Williams - Harrison Roches - Elroy Smith - Tyrell Burgess - Kwame Steede - Rohan Lennon - Randall Azofeifa - Junior Diaz - Freddy Fernández - Pablo Herrera Barrantes - Richard Pacquette - Freddy Adu - Ricardo Clark - Kenny Cooper - Frankie Hejduk - Eddie Johnson - Eddie Lewis - Oguchi Onyewu - Byron Bubb - Dorset Langiagne - Patrick Modeste - Shane Rennie - Jose Manuel Contreras | - Carlos Eduardo Gallardo - Marco Pappa - Nigel Codrington - Frantz Bertin - Brunel Fucien - Leonel Saint-Preux - Alain Vubert - Anton Jongsma - Tyronne Loran - Angelo Zimmerman - Walter Martinez - Hendry Thomas - Melvin Valladares - Omar Cummings - Omar Daley - Ricardo Fuller - Ricardo Gardner - Ian Goodison - Tyrone Marshall - Demar Phillips - Andy Williams - Marshall Forbes - Allean Grant - Julián de Guzmán - Andrew Hainault - Issey Nakajima-Farran - Tomasz Radzinski - Adrian Serioux - Leonel Duarte - Hensy Muñoz - Allianni Urgelles | - Nery Castillo - Israel Castro - Giovani Dos Santos - Jonny Magallón - Rafael Márquez - Francisco Palencia - Óscar Rojas - Miguel Sabah - Carlos Salcido - Matías Vuoso - Vladimir Farrell - José Luis Garcés - Luis Tejada - Chris Megaloudis - Orlando Mitchum - Gerard Williams - Titus Elva - Gilbert Nyhime - Marlon James - Luis Alonso Anaya - Cesar Larios - Carlos Romeo Monteagudo - Emerson Umaña - Kenzo Huur - Melvin Valies - Germaine Van Dijk - Cleon Wondel - Darryl Roberts - Collin Samuel - Hayden Tinto - Gavin Glinton - David Lowery |

Öngólosok
| - Dwight Ferguson (Grenada ellen) - Dario Sierra (Antigua és Barbuda ellen) - Daryl Ferguson (USA ellen) | - Tervor Lennen (Mexikó ellen) - Eugene Martha (Haiti ellen) - Ricardo Osorio (Honduras ellen) | - Marvin González (Mexikó ellen) - Marlon Felter (Salvador ellen) - Derrik Garden (Salvador ellen) |